# Mojca Bitenc
Mojca Bitenc (* 20. Juni 1989 in Slovenj Gradec) ist eine slowenische Opernsängerin in der Stimmlage Sopran.

## Biografie
In Kindheit und Jugend war Mojca Bitenc Sängerin in verschiedenen Formationen der Oberkrainer Musikanten, mit denen sie auch weiterhin auftritt.
Sie studierte in Ljubljana Medizin und ab dem dritten Studienjahr parallel dazu Gesang an der dortigen Musikakademie bei Barbara Jernejčič Fürst. Erste Bühnenerfahrung sammelte sie dort in der Titelrolle von Niccolò Piccinis La Cecchina. Nachdem sie in beiden Fächern der Abschluss erzielt hatte, entschloss sie sich, den Gesang zum Beruf zu machen, und nahm an einem Aufbaustudium bei Vlatka Oršanić an der Musikakademie in Zagreb teil. An slowenischen Opernhäusern trat sie seit Oktober 2014 in vielfältigen Rollen des lyrischen Sopranfachs auf.
Im deutschsprachigen Raum wurde sie als Solistin bei den Bregenzer Festspielen bekannt, wo sie 2017 an einer Meisterklasse bei Brigitte Fassbaender teilnahm und als Contessa in Le nozze di Figaro zu erleben war. 2018 sang sie beim Festspielkonzert das Sopransolo im Te Deum von Dvořák und stellte auf der Bregenzer Seebühne die Micaëla in Carmen dar. Ihr Hausdebüt an der Oper Frankfurt gab sie 2023 als Donna Anna in Don Giovanni.

## Rollendebüts (Auswahl)
| Debüt in | Rolle                           | Spielort                                   |
| -------- | ------------------------------- | ------------------------------------------ |
| 2014-10  | Papagena (Die Zauberflöte)      | Nationaltheater Maribor                    |
| 2016-03  | Euridice (Orfeo ed Euridice)    | Oper Ljubljana                             |
| 2016-05  | Tatjana (Eugen Onegin)          | Zomeropera Alden Biesen, Belgien           |
| 2016-12  | Liù (Turandot)                  | Nationaltheater Maribor                    |
| 2017-08  | Contessa (Le nozze di Figaro)   | Bregenzer Festspiele, Theater am Kornmarkt |
| 2018-01  | Donna Anna (Don Giovanni)       | Oper Ljubljana                             |
| 2018-07  | Micaëla (Carmen)                | Bregenzer Festspiele, Seebühne             |
| 2018-10  | Antonia (Hoffmanns Erzählungen) | Oper Ljubljana                             |
| 2018-12  | Violetta Valéry (La traviata)   | Oper Ljubljana                             |
| 2019-01  | Marie (Die verkaufte Braut)     | Oper Ljubljana                             |
| 2019-10  | Pamina (Die Zauberflöte)        | Oper Ljubljana                             |
| 2020-10  | Nedda (Pagliacci)               | Oper Ljubljana                             |
| 2022-06  | Marguerite (Faust (Gounod))     | Oper Ljubljana                             |
| 2023-09  | Lisa (Das Land des Lächelns)    | Oper Ljubljana                             |
| 2025-05  | Manon (Manon Lescaut)           | Oper Ljubljana                             |

## Preise und Auszeichnungen
- 1. Preis beim internationalen Gesangswettbewerb in Osijek, Kroatien (2014)
- 2. Preis beim Ada Sari International Vocal Art Competition in Nowy Sącz (2017)[23]
- 3. Preis beim Internationalen Mozartwettbewerb, Salzburg (2018)[24][25]
- 2. Preis, Publikumspreis, Sopranpreis in Memoriam Dame Joan Sutherland und Mozart-Interpretationspreis beim 25. Internationalen Gesangswettbewerb Ferruccio Tagliavini, Deutschlandsberg (2019)[26]